# عوجه الحفیر
عوجه الحفیر (عربی: عوجة الحفير) یک تقاطع راه باستانی در فلسطین بود که در غرب صحرای نگب و شرق شبه‌جزیره سینا قرار داشت. این مکان علفزار و چراگاه قبیله العزازمه بود.